# Storia di Unix
La storia di Unix risale alla mentà degli anni '60, quando il Massachusetts Institute of Technology, i Bell Laboratories di AT&T e General Electric stavano cercando di sviluppare congiuntamente un sistema operativo sperimentale a ripartizione di tempo, chiamato Multics, per il GE-645. Questo sistema introdusse molte innovazioni al costo di molti problemi, dunque i Bell Laboratories, frustrati dalla dimensione e dalla complessità del risultato, si tirarono indietro. I loro ultimi ricercatori a lasciare Multics, tra gli altri Ken Thompson, Dennis Ritchie, Douglas Mcilroy e Joe Oscanna, decisero di ripartire da zero in scala molto più piccola.